# Louis Palander

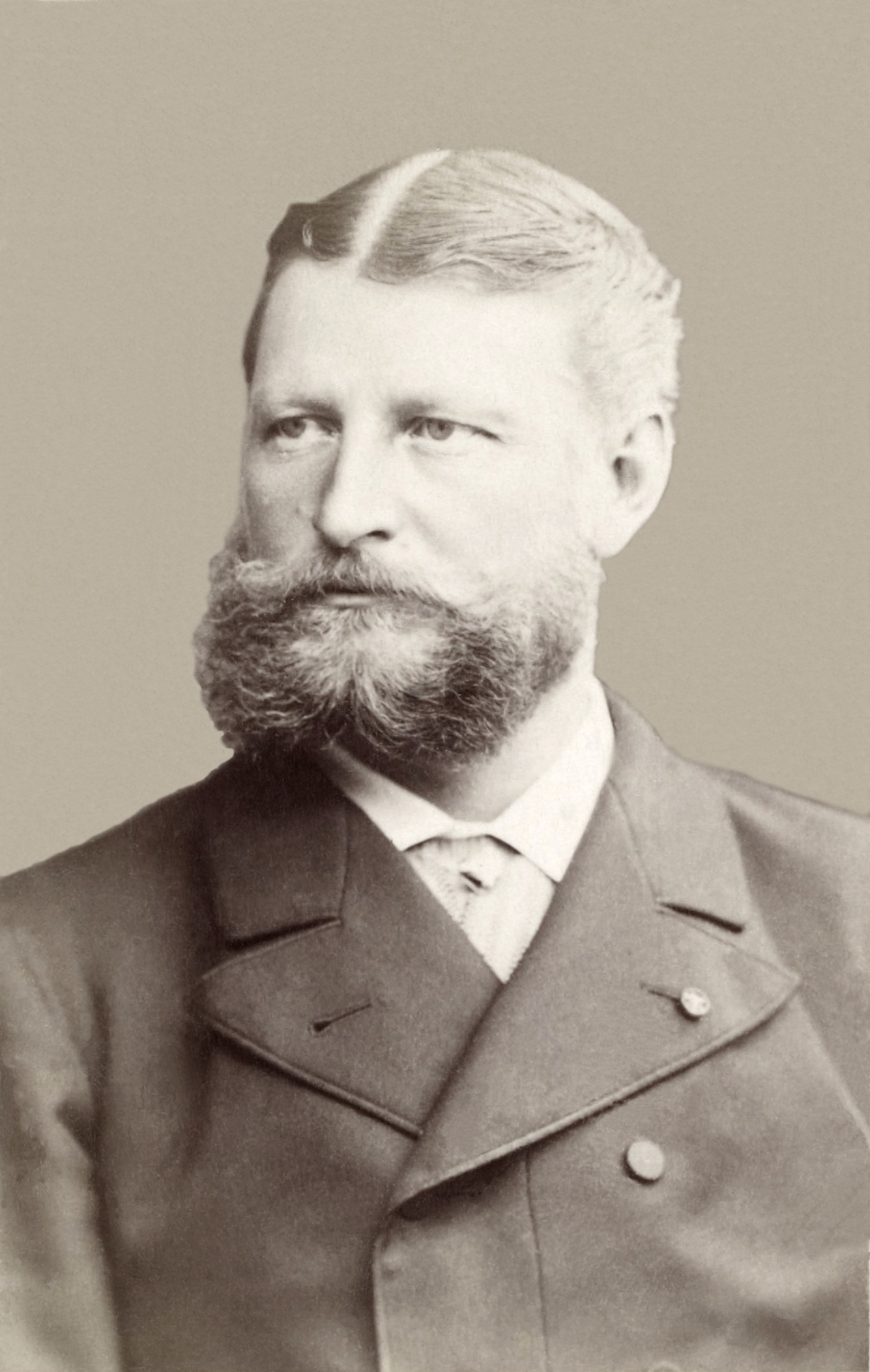
Louis Palander

Adolf Arnold Louis Palander af Vega (* 2. Oktober 1842 in Karlskrona; † 7. August 1920 in Djursholm) war ein schwedischer Admiral und Polarforscher.

## Leben
Palanders Eltern waren Axel Fredrik Palander, ein Fregattenkapitän (schwedisch kommendörkapten) der schwedischen Marine, und dessen Frau Emelie Jacquette Constance du Rées. Ab 1856 besuchte er die Militärakademie Schloss Karlberg. Im Frühjahr 1864 wurde er zum Unterleutnant (schwedisch sekundlöjtnant) befördert und war in den folgenden Jahren Besatzungsmitglied mehrerer Expeditionen, die ihn unter anderem nach Sierra Leone und Liberia führten. An seiner ersten Polarexpedition, der Spitzbergenexpedition Adolf Erik Nordenskiölds, nahm er 1868 teil. 1870 zum Leutnant befördert verbrachte er den Winter 1872/73 als Teilnehmer einer weiteren Expedition Nordenskiölds auf Spitzbergen. Dafür wurde ihm 1874 das Ritterkreuz des Wasaordens verliehen.
Auf Nordenskiölds Expedition von 1878 bis 1880 führte er das Kommando auf dem Schiff Vega. Auf dieser Expedition wurde die Nordostpassage bezwungen. Die Erfahrung und Umsicht seiner Führung des Schiffes brachten ihm den Titel Baron af Vega (deutsch: Baron von Vega) ein. Nach seiner Rückkehr wurde er 1880 zum Kapitänleutnant (schwedisch Kapten i flottan) befördert und zum Ritter des Nordstern-Ordens ernannt. Auch im Ausland wurden ihm mehrere hohe Orden verliehen, darunter das Kommandeurskreuz 2. Klasse des dänischen Dannebrog-Ordens.
In den folgenden Jahrzehnten stieg Palander sowohl zu politischer als auch zu militärischer Bedeutung auf. 1901, inzwischen Konteradmiral, wurde er schließlich zum Marineminister Schwedens ernannt und 1903 zum Vizeadmiral befördert. Sein Amt als Marineminister musste er 1905 im Zuge einer Regierungskrise aufgeben. 1908 wurde Palander in Großbritannien ehrenhalber als Knight Grand Cross des Royal Victorian Order ausgezeichnet. 1910 wurde er zum Admiral der Reserve befördert.
Palander war seit 1868 mit Anna Katharina Grischotti (* 1847) verheiratet. Das Paar hatte vier Kinder.
Im Spitzbergen-Archipel sind eine Insel in der Hinlopenstraße, ein Berg in Wedel-Jarlsberg-Land, ein Teil des Gletschers Austfonna sowie eine Bucht, ein Tal und ein Gletscher der Insel Nordostland nach Louis Palander benannt.